# بانزمين سيد كريم
قرية بانزمين سيد كريم (بالكردية: بانزەمینی سەیدکەریم)‏ هي إحدى قرى ناحية قورة تو في قضاء خانقين ضمن الحدود الإدارية لمحافظة السليمانية لأنها ضمن مناطق إدارة كرميان في إقليم كردستان العراق.